# Puella Magi Madoka Magica: La película
Puella Magi Madoka Magica: La película (劇場版 魔法少女まどか☆マギカ Gekijōban Mahō Shōjo Madoka Magika?) es una serie de películas animadas japonesas producidas por Aniplex y Shaft, y distribuidas por Warner Bros. Pictures basadas en el anime homónimo de 2011. Las primeras dos películas, Inicio (始まりの物語 Hajimari no Monogatari?) y Eternidad (永遠の物語 Eien no Monogatari?) , fueron estrenadas en octubre de 2012 y recapitulan lo sucedido en la serie, tienen escenas de voz regrabadas y algunas nuevas escenas. La tercera película, Rebelión (叛逆の物語 Hangyaku no Monogatari?), es un proyecto completamente nuevo estrenado el 26 de octubre de 2013, cuenta con una adaptación a manga realizada por Hanokage, la cual fue publicada por Houbunsha entre noviembre de 2013 y enero del 2014. Rebelión fue nominada para el Premio de la Academia Japonesa a la Mejor Película de Animación y ganó el premio a la Mejor Película en la 19° Edición de Los Animation Kobe Awards.

## Argumento
En Puella Magi Madoka Magica, hay criaturas que pueden conceder a determinadas chicas cualquier deseo que puedan tener. A cambio de ese deseo, esa chica se debe volver una chica mágica que debe pelear contra brujas, criaturas nacidas de la desesperación, y que son responsables de accidentes, enfermedades y suicidios. En la ciudad de Mitakihara, una chica llamada Madoka Kaname se encuentra a una criatura llamada Kyubey, la cual le ofrece convertirse en una chica mágica. Mientras tanto otra chica mágica llamada Homura Akemi hace todo lo que puede para detener a Madoka de convertirse en una. Pronto Madoka aprende que la vida de una chica mágica no es la fantasía de ensueño que ella imaginaba y en lugar de eso está llena de tragedias y desesperación.

### Rebelión
En la aparentemente tranquila ciudad de Mitakihara, Homura se transfiere a la escuela y se une a Madoka, Sayaka, Mami y Kyoko, junto a un familiar llamado Bebe, cuando se convierten en chicas mágicas luchan contra criaturas conocidas como "Nightmares" (ナイトメア Naitomea?). Luego ellas derrotan a un Nightmare, el cual es la encarnación de la frustración Hitomi por no poder ver a Kyosuke, Homura se da cuenta de que algo está mal con sus recuerdos y se da cuenta junto a Kyoko que están atrapadas en una falsa Mitakihara en un laberinto dentro de la barrera de una bruja. Homura procede a interrogar a Bebe, recordándola como la bruja Charlotte, todo esto para terminar peleando con Mami, quien recuerda que ellas habían peleado con algo diferente a los "Nightmares"
Homura es llevada por Sayaka mientras Mami es detenida de perseguirlas por una Chica Mágica misteriosa. Sayaka revela que ella que ella mantiene sus recuerdos y la habilidad de convertirse en Octavia y le dice a Homura que reconsidere descubrir la verdad. Homura se encuentra con Madoka, esto hace que aclare sus ideas y llegue a la conclusión de que ella es la bruja que creó la barrera, Kyubey lo confirma al decir que él y sus compañeros Incubadores lo idearon. Kyubey explica que al oír a Homura sobre la línea de tiempo anterior a la Ley de los Ciclos los inspiraron a aislar su Gema del Alma del resto del universo para su observación junto con un laberinto, en el cual Homura subconscientemente llevó personas específicas como Madoka. Mientras Kyubey admite que la pérdida de memoria de Madoka fue inesperada, él decidió observarla hasta que hallaran un método para contenerla y restaurar la línea de tiempo anterior y que de esta forma puedan recolectar energía transformando chicas mágicas en brujas de nuevo.
Las intenciones de Kyubey hacen que Homura complete su transformación en la bruja Homulilly y manda a sus familiares a destruir a cada Incubador y resuelve destruirse a sí misma en lugar de ser salvada. Pero Sayaka y la forma original de Charlotte: Nagisa Momoe, ambas renacidas como guardianas de la Ley de los Ciclos de Madoka, poniendo al tanto a las demás de lo que está pasando pelean contra los familiares de Homura para llegar a ella y salvarla de sí misma, antes de que Madoka destruya la barrera que separa al cuerpo de Homura del resto del mundo. Madoka recupera su memoria y poderes a medida que remueve la maldición de Homura y la conduce a la Ley de los Ciclos, solo para ser detenida por Homura que estaba preparada y le revela que la maldición que la consume es más amor que desesperación. Homura separa a Madoka de su forma divina, mientras que su maldición le permite trascender a un "demonio" para reescribir la realidad de tal forma que Madoka y sus amigas puedan volver a una vida normal, obligando a los Incubadores a tomar el lugar de Madoka para soportar la miseria colectiva de las chicas mágicas a través del tiempo. Homura se deleita con su nuevo mundo y acepta que puede convertirse en la enemiga de Madoka si recupera sus poderes divinos y está dispuesta a oponerse a ella. Una escena poscréditos muestra a Homura sentada en una silla mientras observa a Mitakihara junto un Kyubey muy golpeado y mentalmente afectado antes de que ella se incline sobre un acantilado y se caiga.